# Aliti (berg)
Aliti is een berg van het type inselberg in de provincie Cabo Delgado in Mozambique. De berg heeft een hoogte van meer dan 660 meter boven de zeespiegel en steekt samen met enkele naastgelegen toppen solitair uit boven het omringende landschap. Hij ligt op ongeveer vier kilometer ten zuidoosten van de plaats Aliti.